# Peter Lechermann
Peter Lechermann (* 28. September 1950) ist ein ehemaliger deutscher Fußballspieler. 

## Leben
Lechermann spielte in der Jugend des 1. FC Mülheim-Styrum und wechselte dann zum MSV Duisburg.
1970 unterschrieb der Mittelfeldspieler und Stürmer einen Vertrag beim niederländischen Erstligisten Telstar 1963. Er wurde im Laufe des Spieljahres 1970/71 in elf Punktspielen eingesetzt. Er blieb eine Saison bei Telstar.
1978 wechselte Lechermann zu den San Diego Sockers in die US-Liga NASL. Im September 1978 vermeldete der deutsche Zweitligist Holstein Kiel Lechermanns und Jean Willrichs Ausleihe. 1979/80 war Lechermann im selben Land Spieler der Hartford Hellions in der Liga MISL. Er kehrte 1980 kurz zu den San Diego Sockers zurück, spielte im weiteren Verlauf des Jahres dann für den NASL-Konkurrenten San José Earthquakes sowie in der Saison 1980/81 für die Mannschaft Phoenix Inferno in der MISL.